# Chlorophytum longissimum
Chlorophytum longissimum är en sparrisväxtart som beskrevs av Henry Nicholas Ridley. Chlorophytum longissimum ingår i släktet ampelliljor, och familjen sparrisväxter. Inga underarter finns listade i Catalogue of Life.